# Catedral de San Judas Tadeo (San Petersburgo)
La Catedral de San Judas Tadeo (en inglés: Cathedral of Saint Jude the Apostle) es una catedral católica ubicada en St. Petersburg (San Petersburgo), Florida, al sur de los Estados Unidos. Es la sede de la Diócesis de San Petersburgo de la parroquia de San Judas, que fue fundada en 1953. El edificio actual de la iglesia fue construido en 1963. Cuando el Papa Pablo VI estableció la Diócesis de Petersburgo el 2 de marzo de 1968, se convirtió en la catedral de la nueva diócesis. La catedral fue objeto de una renovación por $ 9.000.000 entre 2012 y 2013.